# Javier Pérez Garrido

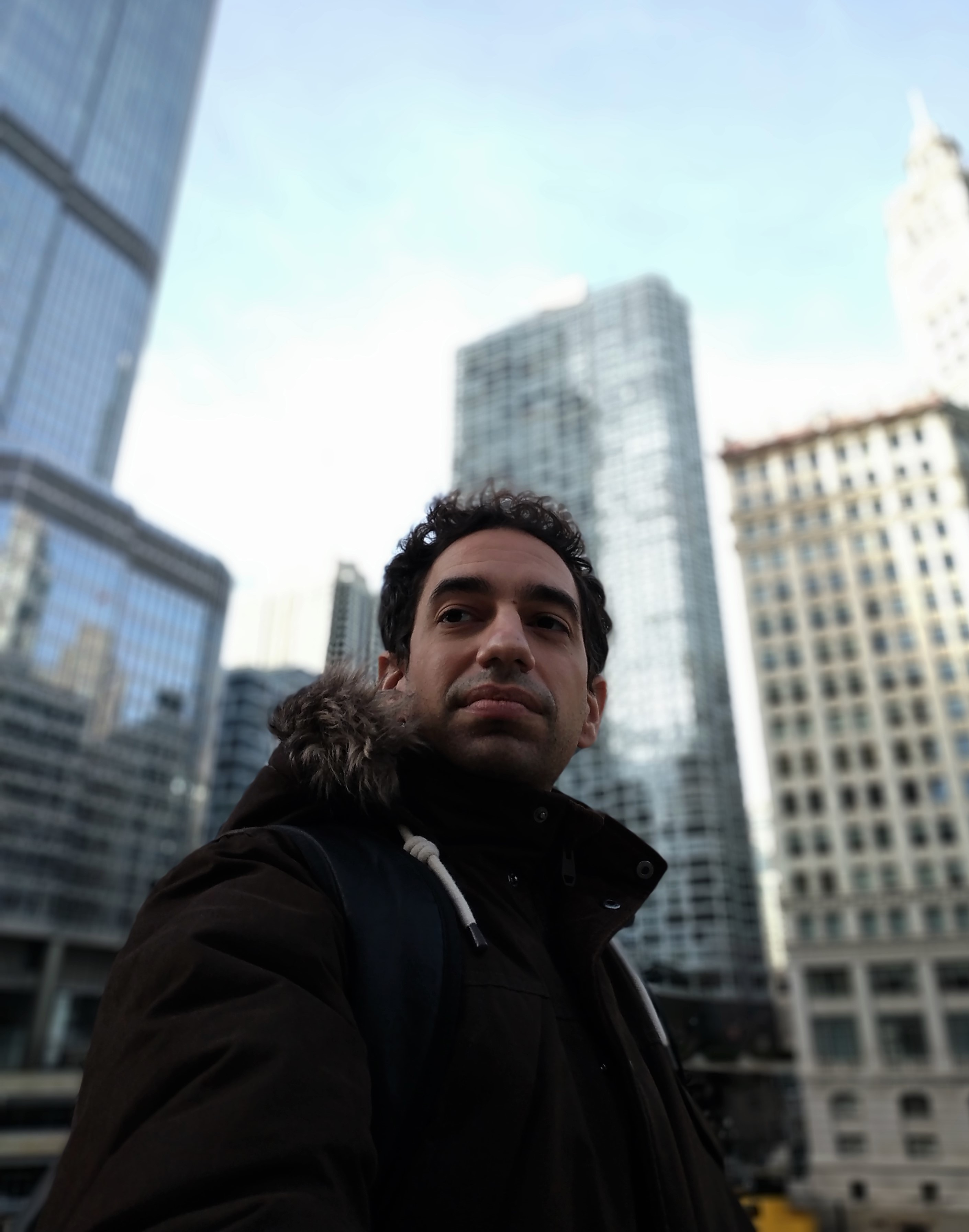
Javier Pérez Garrido, 2021

Javier Pérez Garrido (* 20. Juli 1985 in Madrid, Spanien) ist ein spanischer Klarinettist, Komponist, Dirigent und Musikpädagoge.
Pérez Garrido hat mehr als 80 Werke komponiert, von denen einige mit spanischen, argentinischen und US-amerikanischen Kompositionspreisen ausgezeichnet worden sind. Seine Kompositionen umfassen Solostücke für Bläser, Kammermusik, Vokal- und Chormusik, eine Oper und sinfonische Werke für Orchester und Blasorchester.

## Werke
Werke für Blasorchester
- 1952 Op. 49, (2012)
- A trip to Spain (2014)
- An Irish Dream (2012)
- American Fanfare Op. 61 (2016)
- Anniversary Overture (2013)
- Amiguiño Op. 5, (2003)
- Asociación Musical El Castillo Op. 24, (2005-8)
- Beethoven is dancing Salsa! (2013)
- Carmen Checa Jiménez Op. 8, (2004)
- Concertino de los Filabres Op. 54, (2012–13)
- Concertino de los Filabres Op. 54a (2012–13)
- El Submarino Peral (2016)
- European Overture Op. 42, (2013)
- Fanfarria Op. 50, (2012)
- Fantasía Op. 14, (2005)
- Far West Fantasy (2013)
- Heroic Overture Op. 26a (2008)
- Ilusión (2012)
- Mediterranean Kiss (2017)
- Pater Dimitte Illis (2014)
- Rex Regum Op. 23, (2007–10)
- Santiago Apóstol Op. 4 nº1, (2003)
- Santiago Apóstol Op. 4 nº2, (2004)
- Santo Grial (2012)
- Soledad Op. 56, (2013)
- Song for Peace (2013)
- Sueño de un Recuerdo Op. 10, (2004)
- Virgen de los Remedios Op. 7, (2004)
- Virgen del Rosario Op. 48, (2012)
- Urban Concert Op. 60 (2012)
- Víctor Barrio (2017)

Chorwerke
- Salve Popular Cartagenera Op. 6. 2003, für gemischten Chor, Violoncello und Piano
- El Faro y la Mar Op. 58 . 2015, für gemischten Chor
- Motete.  2007. Text: G. A. Bécquer, für gemischten Chor
- Vámonos, que es tarde . 2003, für gemischten Chor

Oper
- Escena en Yasuni. Op. 31. 2008–2009. Libretto: Javier Pérez Garrido. Kammeroper in einem Akt für Sopran, Flöte, Klarinette, Saxophon, Violine, Violoncello, Akkordeon und Piano.